# Phil Darois
Phillip N. „Phil“ Darois (* 23. Februar 1919 in Lynn; † 21. Februar 2013 in New Orleans) war ein US-amerikanischer Bassist und Tubist, der in der Jazzszene von New Orleans aktiv war.
Darois wuchs in Charlotte (North Carolina) auf und spielte zu Beginn seiner Karriere in lokalen Combos im Raum Boston. Nach Ableistung des Militärdienstes, bei dem er in einer Armeeband spielte, zog er nach New Orleans, wo er an der Loyola University studierte. Dort spielte er seiner 77-jährigen Karriere mit zahlreichen Brass Bands, Tanz- und Symphonieorchestern, u. a. auch mit Leon Prima, Louis Prima, Al Hirt und Pete Fountain. Mit dem Peter Toma Orchestra hatte er ein längeres Engagement im Roosevelt Hotel. In den 1960er Jahren war er in einer Filmdokumentation der Columbia Pictures über New Orleans zu sehen. Im Bereich des Jazz wirkte Darois, der neben Kontrabass und Tuba auch E-Bass spielte, zwischen 1953 und 1997 bei 25 Aufnahmesessions mit, u. a. auch mit Johnny Wiggs, Santo Pecora, Armand Hug (Plays A. J. Piron & Other Delectable Ditties), Monk Hazel und Raymond Burke (Crescent City Music).